# Louis Heurteaux dit Dancourt
Pour les articles homonymes, voir Dancourt et Heurteaux.
Louis Heurteaux (ou Heurtaux), dit Dancourt, est un acteur et dramaturge français né à Paris en 1725 et mort dans cette même ville le 29 juillet 1801. Il est surnommé l'Arlequin de Berlin.
Alors qu'il ne se faisait pas encore appeler Dancourt, Louis Heurteaux jouait la comédie en amateur chez un tapissier de la Vieille rue du Temple. C'est lors d'une de ces représentations de « société » que Longchamp, le secrétaire de Voltaire, le repère à la fin des années 1740, jouant aux côtés du jeune Lekain, et qu'il les invite tous deux à rallier la troupe que Voltaire se propose de monter pour représenter ses propres pièces. Il l'envoie ensuite à Bayreuth, dans la troupe des comédiens français de la margravine, où Heurteaux prend le pseudonyme de Dancourt (probablement le nom de scène de sa mère ; il signe dorénavant L.H. Dancourt).
Après deux années passées à Bayreuth (1751-1752), Dancourt séjourne à Munich en 1753, à Vienne en 1754, puis à Berlin, où il joue en 1755, jusqu'à ce que Frédéric II congédie la troupe française au début de la guerre de Sept Ans. En 1759, Dancourt publie la fameuse réponse de l'Arlequin de Berlin à M. J. J. Rousseau, citoyen de Genève. Il débute à la Comédie-Française en 1761 mais n'y est pas reçu.
Au printemps 1762, Charles-Simon Favart fait engager Dancourt par l'entremise de Durazzo — apparemment comme acteur, mais en réalité davantage comme auteur et librettiste — dans la troupe de Vienne, où il avait déjà séjourné comme acteur. Un échange de bons procédés s'instaure entre les deux hommes et, tandis que Favart soutient les pièces de Dancourt à Paris, Dancourt propose celles de Favart à Vienne. À peine quelques mois après son arrivée à Vienne, Dancourt voit en effet jouer l'une de ses pièces à la Comédie-Française : le 9 août 1762, on donne Les Deux Amis, comédie en trois actes, qui « fut maltraitée par le parterre dès le premier acte ; ce qui n'arrive jamais [...]. Le sieur Dancourt avoit débuté à Paris, dans les rôles de valet ; & il n'a pas réussi davantage comme acteur que comme auteur ». Malgré la chute de la pièce, Favart l'engage à poursuivre.
À la demande de Gluck, Dancourt remet au goût du jour (et de la décence) une pièce du répertoire des théâtres de la Foire : il adapte Les Pèlerins de La Mecque (Lesage, 1726) pour être joué à la cour et l'intitule La Rencontre imprévue. La pièce est représentée le 7 janvier 1764 avec beaucoup de succès, à telle enseigne qu'elle sera jouée dans plusieurs villes d'Europe, dont Bruxelles.
Après la fermeture des théâtres viennois et le renvoi de la troupe française, Dancourt trouve tout naturellement un nouvel asile à Bruxelles : recommandé par Favart et apprécié du musicien Ignaz Vitzthumb, Dancourt se joint à la troupe du Théâtre de la Monnaie et y séjourne de 1765 à 1766, puis il part pour La Haye, où le théâtre français l'accueille durant deux ans. Il retourne ensuite à Berlin et revient en France en 1771.
Dès lors, il compose une quinzaine de pièces, jouées pour la plupart dans des théâtres secondaires de Paris, comme l'Ambigu-Comique et les Variétés-Amusantes. Il meurt dans l'indigence aux Incurables.